# Quebra-gelo nuclear

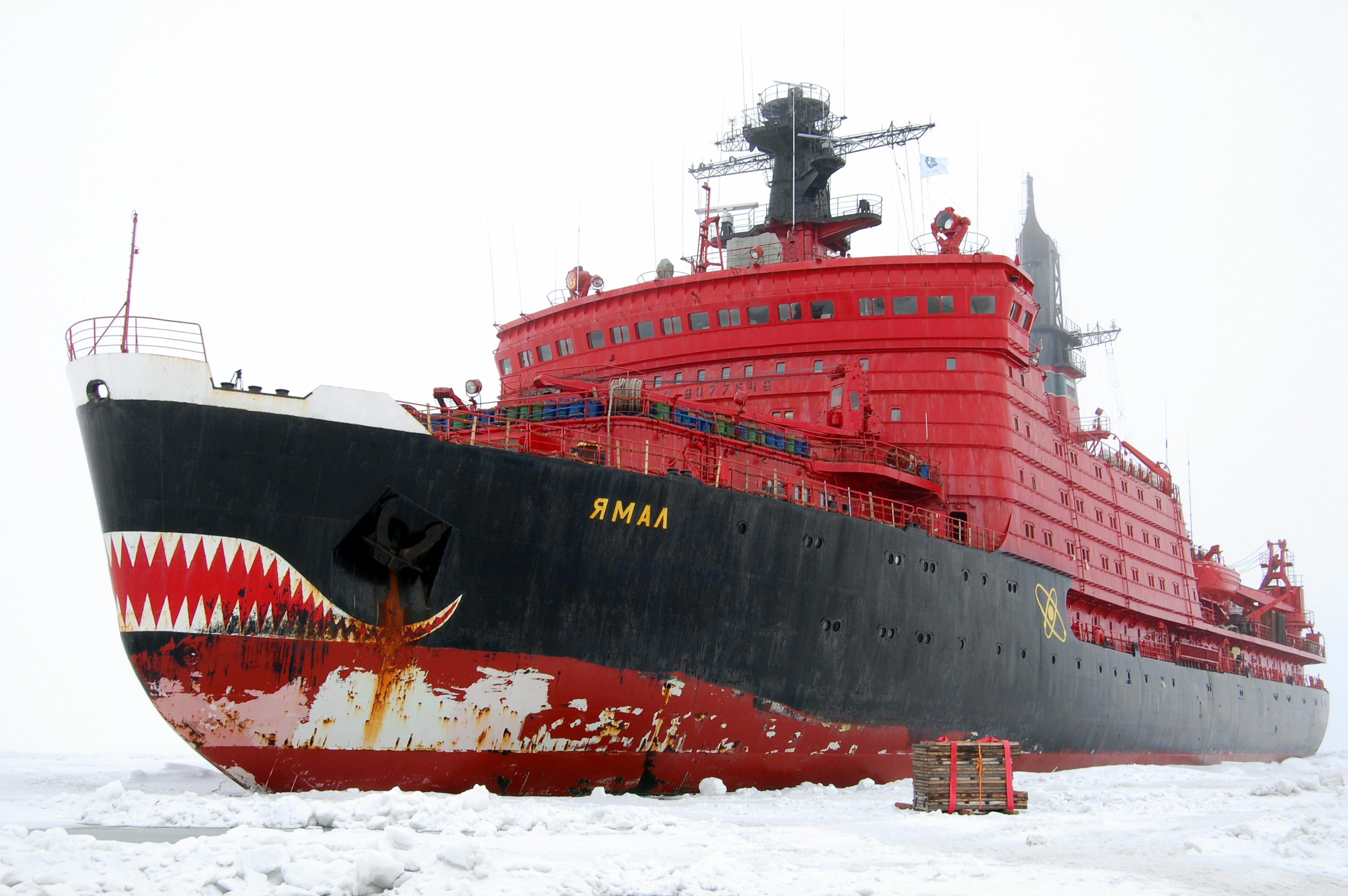
Quebra-gelo Nuclear Yamal

Um quebra-gelo nuclear é um navio de propulsão nuclear concebido para uso em águas cobertas com gelo. O único país a construi-los atualmente é a Rússia. Quebra-gelos nucleares foram anteriormente construídos pela União Soviética e, mais tarde, pela Rússia, principalmente para auxiliar o transporte ao longo da Rota do Mar do Norte nas hidrovias árticas do norte da Sibéria. Quebra-gelos nucleares são muito mais poderosos que os alimentados a diesel, e, ainda que a propulsão nuclear seja cara para instalar e manter, os navios por ela movidos não exigem grande volume de combustível e tem alcance maior que os movidos a diesel, razões pelas quais pode ser mais prático e econômico que estes. 
Durante o inverno, o gelo ao longo da Rota do Mar do Norte varia em espessura de 1,2 a 2 metros. O gelo na região central do Oceano Ártico tem, em média, 2,5m de espessura. Quebra-gelos nucleares podem avançar através desse gelo a uma velocidade de até 10 nós (18,52km/h). Em águas sem gelo, sua velocidade máxima atinge 21 nós (38,89km/h).
Desde 2007, o maior quebra-gelo nuclear em atividade é o 50 Let Pobedy, pertencente à frota da estatal nuclear russa Rosatom. Estão em desenvolvimento, entretanto, navios da Classe LK-60 (Projeto 22220), que, quando finalizados (provavelmente até 2019), serão os maiores e mais poderosos do tipo.